# Yeah! (Lied)
Yeah! (englisch für „Ja!“) ist ein Lied des US-amerikanischen R&B-Sängers Usher, das er zusammen mit den Rappern Lil Jon und Ludacris aufnahm. Der Song ist die erste Singleauskopplung seines vierten Studioalbums Confessions und wurde am 27. Januar 2004 veröffentlicht.

## Inhalt
Yeah! ist ein typischer Clubsong, der den Hörer zum Tanzen animieren soll. Inhaltlich geht es ums Flirten in einem Nachtclub. So singt Usher, wie er mit seinen Freunden einen Club betritt und kurz darauf mit einer Frau in Kontakt kommt und mit ihr tanzt. Als sie immer enger zusammen tanzen, denkt er darüber nach, ob er mit ihr den Club verlassen soll. Ludacris rappt, wie er dank seines extravaganten Outfits im Club auffällt und dass es sein Ziel sei, Frauen zum Tanzen zu bewegen und sie letztendlich abzuschleppen. Er wolle eine Frau, die eine Lady auf der Straße, aber ein Freak im Bett sei.
| Liedteil   | Künstler             |
| 1. Strophe | Usher                |
| Refrain    | Usher und Lil Jon    |
| 2. Strophe | Usher                |
| 3. Strophe | Ludacris             |
| Outro      | Ludacris und Lil Jon |

„She’s saying, come get me

So I got up and followed her to the floor

She said, baby let’s go

When I told her (let’s go!) I said

(Yeah!) Yeah!“

## Produktion
Yeah! wurde von Lil Jon produziert. Der Text wurde von Jonathan Smith, Sean Garrett, Patrick Smith, Christopher Bridges, Robert McDowell, James Phillips und LaMarquis Jefferson geschrieben. Usher selbst war nicht am Text beteiligt. Das Lied nutzt grelle SuperSaw-Klänge.

## Musikvideo
Das Musikvideo zu Yeah! wurde von dem kanadischen Regisseur Director X gedreht und verzeichnet auf YouTube mehr als 924 Millionen Aufrufe (Stand: April 2024).
Zu Beginn des Videos betreten Usher und Lil Jon einen Nachtclub und ziehen sofort die Aufmerksamkeit der dort anwesenden Frauen auf sich. Usher setzt sich mit einer attraktiven Frau auf ein Sofa im Club und folgt ihr anschließend auf die Tanzfläche, wo sie eng zusammen zum Lied tanzen. Dazwischen werden Szenen eingeblendet, die Usher zeigen, der allein in einem dunklen Raum vor blauem Laserlicht tanzt. Später sieht man Usher, der zusammen mit anderen männlichen und weiblichen Tänzern eine Choreografie im Club tanzt. Ludacris rappt seine Strophe ebenfalls im Club, wobei um ihn herum Frauen tanzen. Einige Szenen zeigen dabei ihn, Lil Jon und Usher in dem dunklen Raum vor grünem Laserlicht. Am Ende des Videos folgt Usher einer weiteren attraktiven Frau aus dem Club hinaus, wo er von ihr in einen Raum gezogen und verführt wird.
Bei den MTV Video Music Awards 2004 erhielt das Musikvideo die Auszeichnungen in den Kategorien Best Male Video und Best Dance Video.

## Single

### Covergestaltung
Das Singlecover zeigt Usher, der ein weißes T-Shirt und eine silberne Kette trägt und den Betrachter anblickt. Im oberen Teil des Bildes befinden sich die Schriftzüge Usher, Yeah und Featuring Lil’ Jon & Ludacris. Der Hintergrund ist komplett in Weiß gehalten.

### Titelliste
1. Yeah! – 4:13
2. Red Light – 4:48
3. Sweet Lies – 4:07
4. Yeah! (Instrumental) – 4:12

### Chartplatzierungen
Yeah! stieg am 29. März 2004 auf Platz 2 in die deutschen Charts ein und erreichte zwei Wochen später die Spitzenposition, auf der es sich vier Wochen lang halten konnte. Insgesamt war das Lied 26 Wochen in den Top 100 vertreten, davon 13 Wochen in den Top 10. In den deutschen Jahrescharts 2004 belegte die Single Platz 3. Ebenso Rang 1 erreichte Yeah! in den Vereinigten Staaten, im Vereinigten Königreich, in Österreich, der Schweiz, Frankreich, der Niederlande, Belgien, Norwegen, Dänemark, Australien, Neuseeland, Irland und Kanada.
| ChartsChartplatzierungen       | Höchstplatzierung | Wochen |
| ------------------------------ | ----------------- | ------ |
| Deutschland (GfK)              | 1 (26 Wo.)        | 26     |
| Österreich (Ö3)                | 1 (37 Wo.)        | 37     |
| Schweiz (IFPI)                 | 1 (38 Wo.)        | 38     |
| Vereinigte Staaten (Billboard) | 1 (47 Wo.)        | 47     |
| Vereinigtes Königreich (OCC)   | 1 (23 Wo.)        | 23     |

| ChartsJahrescharts (2004)      | Platzierung |
| ------------------------------ | ----------- |
| Deutschland (GfK)              | 3           |
| Österreich (Ö3)                | 7           |
| Schweiz (IFPI)                 | 4           |
| Vereinigte Staaten (Billboard) | 1           |
| Vereinigtes Königreich (OCC)   | 5           |

| ChartsJahrescharts (2000–2009) | Platzierung |
| ------------------------------ | ----------- |
| Vereinigte Staaten (Billboard) | 2           |

### Auszeichnungen für Musikverkäufe
Yeah! wurde im Jahr 2017 für mehr als 600.000 Verkäufe in Deutschland mit einer doppelten Platin-Schallplatte ausgezeichnet. In den Vereinigten Staaten erhielt die Single 13-fach Platin für über 13 Millionen verkaufte Einheiten. Die weltweiten Verkäufe belaufen sich auf mehr als 18 Millionen.
| Land/Region                  | Auszeichnungen für Musikverkäufe (Land/Region, Auszeichnung, Verkäufe) | Verkäufe   |
| ---------------------------- | ---------------------------------------------------------------------- | ---------- |
| Australien (ARIA)            | 9× Platin                                                              | 630.000    |
| Belgien (BRMA)               | Platin                                                                 | 30.000     |
| Dänemark (IFPI)              | 2× Platin                                                              | 180.000    |
| Deutschland (BVMI)           | 2× Platin                                                              | 600.000    |
| Italien (FIMI)               | Platin                                                                 | 70.000     |
| Japan (RIAJ)                 | Gold                                                                   | 100.000    |
| Kanada (MC)                  | Diamant                                                                | 800.000    |
| Neuseeland (RMNZ)            | 6× Platin                                                              | 180.000    |
| Norwegen (IFPI)              | Platin                                                                 | 10.000     |
| Österreich (IFPI)            | Gold                                                                   | 15.000     |
| Schweden (IFPI)              | Gold                                                                   | 10.000     |
| Schweiz (IFPI)               | Gold                                                                   | 20.000     |
| Spanien (Promusicae)         | Platin                                                                 | 60.000     |
| Südkorea (KMCA)              | —                                                                      | 80.388     |
| Vereinigte Staaten (RIAA)    | 13× Platin                                                             | 13.000.000 |
| Vereinigtes Königreich (BPI) | 4× Platin                                                              | 2.400.000  |
| Insgesamt                    | 4× Gold · 30× Platin · 2× Diamant ·                                    | 18.185.388 |

Hauptartikel: Usher/Auszeichnungen für Musikverkäufe
Bei den Grammy Awards 2005 wurde Yeah! mit dem Preis in der Kategorie Best Rap/Sung Collaboration ausgezeichnet und war zudem in der Kategorie Record of the Year nominiert.